# 蘇澳事件
蘇澳事件又稱蘇澳間諜案或南方澳冤枉事件，是1944年日治台灣時期蘇澳一宗大抓捕事件。1944年，兩艘美軍潛水艇在蘇澳外海浮出，並派員登陸偵查沿岸日軍的防禦。後來日本特别高等警察懷疑蘇澳漁民與美軍勾結，搜索漁港並逮捕蘇澳港50餘名漁民，聲稱這些漁民通敵謀反。日本戰敗後，家屬追查家人下落，這些漁民被釋放出獄，但僅有半數漁民存活，多人已遭到處決。